# Région d'information de vol
Pour les articles homonymes, voir FIR.
Une région d'information de vol (ou FIR, de l'anglais Flight Information Region) est un espace aérien de dimensions définies à l'intérieur duquel le service d'information de vol et le service d'alerte sont assurés.
L'espace aérien d'un pays peut être divisé en une ou plusieurs FIR, de même qu'une FIR peut couvrir plusieurs pays.
L'Organisation de l'aviation civile internationale (OACI) attribue à chaque FIR un code à quatre lettres dont les deux premières sont liées à la situation géographique de la FIR (voir la liste des codes OACI des aéroports).

## Les FIR françaises
En espace aérien inférieur, c'est-à-dire au-dessous du FL 195, il y a 5 FIR en France métropolitaine et 2 FIR en France d'outre-mer.
- Bordeaux, code LFBB
- Brest, code LFRR
- Marseille, code LFMM
- Paris, code LFFF
- Reims, code LFEE
- Cayenne, code SOOO
- Tahiti, code NTTT

En espace aérien supérieur, c'est-à-dire au-dessus du FL 195, il y a une région d'information de vol (UIR) en France métropolitaine .

## La FIR suisse
Il n'existe qu'une seule FIR en Suisse qui s'étend du sol au FL 195. Son code est LSAS. Elle est divisée en deux secteurs (FIS) :
- Genève
- Zurich

De plus, une ligne horizontale sépare la FIR, grosso modo de Montreux à la pointe sud-est du Bodensee, formant ainsi une zone Jura-Plateau suisse et une zone Alpes.
Cette FIR déborde légèrement des frontières nationales et englobe le Liechtenstein.

## La FIR Belgique & Luxembourg
La Belgique et le Luxembourg font partie de la même FIR basée à Bruxelles sous le code EBBU.

## Les FIR canadiennes
Le Canada est divisé en 7 FIR :
- Edmonton
- Gander
- Moncton
- Montréal
- Toronto
- Vancouver
- Winipeg

## La FIR algérienne
- Alger, code DAAA[3].